# Chu Phúc Hi
Chu Phúc Hi (tiếng Trung: 朱福熙; bính âm: Zhū Fúxī; sinh ngày 2 tháng 7 năm 1955) là Thượng tướng Quân Giải phóng Nhân dân Trung Quốc (PLA). Ông từng giữ chức vụ Ủy viên Ban Chấp hành Trung ương Đảng Cộng sản Trung Quốc khóa XVIII, Chính ủy Quân khu Thành Đô từ năm 2012, sau khi Trung Quốc cải cách quân đội vào tháng 2 năm 2016, ông được bổ nhiệm làm Chính ủy Chiến khu Tây bộ Quân Giải phóng Nhân dân Trung Quốc và giữ cương vị này đến khi nghỉ hưu vào tháng 1 năm 2017.

## Tiểu sử
Chu Phúc Hi sinh tháng 7 năm 1955 ở Lâm Hải, tỉnh Chiết Giang. Tháng 12 năm 1974, ông gia nhập Quân Giải phóng Nhân dân Trung Quốc, tháng 5 năm 1976, ông được kết nạp vào Đảng Cộng sản Trung Quốc. Ông từng đảm nhiệm chức vụ nghiên cứu viên, Phó Chủ nhiệm rồi Chủ nhiệm phòng nghiên cứu công tác chính trị thuộc Cục Chính trị Quân khu Nam Kinh, Phó Trưởng ban Tổ chức Cục Chính trị Quân khu Nam Kinh, Trưởng ban Văn hóa Cục Chính trị Quân khu Nam Kinh và Tổng Thư ký Cục Chính trị Quân khu Nam Kinh.
Năm 2002, Chu Phúc Hi được bổ nhiệm làm Chủ nhiệm Cục Chính trị Tập đoàn quân 12, Quân khu Nam Kinh. Tháng 12 năm 2003, ông được bổ nhiệm giữ chức Phó Tổng Thư ký Tổng cục Chính trị Quân Giải phóng Nhân dân Trung Quốc (GPD). Tháng 7 năm 2004, ông được phong quân hàm Thiếu tướng. Tháng 12 năm 2005, Chu Phúc Hi được thăng chức Tổng Thư ký Tổng cục Chính trị.
Tháng 2 năm 2008, Chu Phúc Hi được bổ nhiệm làm Trưởng ban Cán bộ, Tổng cục Chính trị (GPD). Tháng 12 năm 2009, ông được luân chuyển giữ chức Chủ nhiệm Cục Chính trị Không quân Quân Giải phóng Nhân dân Trung Quốc, đồng thời cải phong quân hàm Thiếu tướng Lục quân thành Thiếu tướng Không quân. Tháng 7 năm 2011, ông được thăng quân hàm Trung tướng Không quân.
Tháng 10 năm 2012, Chu Phúc Hi được bổ nhiệm giữ chức vụ Chính ủy Quân khu Thành Đô. Ngày 14 tháng 11 năm 2012, tại Đại hội Đảng Cộng sản Trung Quốc lần thứ 18, ông được bầu làm Ủy viên Ban Chấp hành Trung ương Đảng Cộng sản Trung Quốc khóa XVIII.
Tháng 2 năm 2016, Chủ tịch Quân ủy Trung ương Tập Cận Bình tuyên bố giải thể 7 đại Quân khu gồm Bắc Kinh, Thẩm Dương, Tế Nam, Nam Kinh, Quảng Châu, Lan Châu và Thành Đô để thiết lập lại thành 5 Chiến khu, là Chiến khu Đông, Chiến khu Bắc, Chiến khu Nam, Chiến khu Tây và Chiến khu Trung ương; Chu Phúc Hi được bổ nhiệm làm Chính ủy Chiến khu Tây bộ Quân Giải phóng Nhân dân Trung Quốc. Ngày 29 tháng 7 năm 2016, ông được phong quân hàm Thượng tướng, hàm cao nhất trong Quân Giải phóng Nhân dân Trung Quốc.
Tháng 1 năm 2017, Chu Phúc Hi được miễn nhiệm chức vụ Chính ủy Chiến khu Tây bộ nghỉ hưu ở tuổi 61, kế nhiệm ông là Trung tướng Ngô Xã Châu.